# André Harris
Pour les articles homonymes, voir Harris.
André Harris, né le 13 juillet 1933 à Nevers, (Nièvre), et mort le 9 juin 1997 à Boulogne-Billancourt, est un journaliste, réalisateur et producteur français.

## Biographie
André Simon Harris est le fils d'Edouard Harris, professeur, et Clotilde Lavaut. Après des études au lycée de Nevers et à la faculté de lettres de Dijon, il commence sa carrière journalistique à Europe 1 en 1960, avant de devenir responsable du service politique du journal télévisé. Il lancera l'émission Zoom en 1966 avec Alain de Sédouy. Cette émission diffusée sur la 2e chaîne, laisse une certaine liberté car, à l'époque, seuls les 2/3 du territoire français sont couverts par la deuxième chaîne, donc le contrôle de l'État est moins présent. L'émission est ancrée dans le combat pour la liberté d’expression. Harris est finalement mis à l'écart à la suite d'une interview des dirigeants de la CGT pour le journal télévisé.
En 1981 et 1982, il est nommé directeur délégué chargé des programmes à TF1 avant de devenir directeur général puis PDG de France Media International, la société chargée de l'exportation des programmes audiovisuels.
En 1989, il est ensuite successivement directeur général des programmes et de l’antenne de La Sept, puis directeur des programmes et gérant d'Arte, la chaîne culturelle franco-allemande qu’il quittera en 1992.
Marié le 25 septembre 1959 avec Brigitte Fearn, il a un fils prénommé Pierre.

## Filmographie

### Réalisateur
- 1964 : Seize millions de jeunes (série TV)
- 1964 : Habitations à loisirs modérés (TV)
- 1966 : Côté cours (TV)
- 1966 : Les Algériens de Paris (TV)
- 1966 : La Bécane (TV)
- 1967 : Bouton rouge (TV)
- 1968 : Zoom (1 épisode)
- 1968 : Mai 68 (TV)
- 1973 : Français si vous saviez
- 1976 : Le Pont de singe

### Producteur
- 1964 : Seize millions de jeunes (série TV)
- 1964 : Habitations à loisirs modérés (TV)
- 1966 : Côté cours (TV)
- 1966 : Les Algériens de Paris (TV)
- 1966 : La Bécane (TV)
- 1967 : Munich ou la paix pour cent ans (TV)
- 1968 : Mai 68 (TV)
- 1969 : Le Chagrin et la Pitié